# کلاته خان (شاهرود)
کلاته خان یک روستا در ایران است که در دهستان ده‌ملا شهرستان شاهرودواقع شده است. کلاته خان ۱۶۰ نفر جمعیت دارد. فاصله کلاته خان تا شهر شاهرود ۳۰ کیلومتر است .(باتشکر مهندس احمدرضا شمور)